# Herblay-sur-Seine
Herblay-sur-Seine és un municipi francès, situat al departament de la Val-d'Oise i a la regió de l'Illa de França. L'any 2005 tenia 25.400 habitants.
Forma part del cantó d'Herblay, del districte d'Argenteuil i de la Comunitat d'aglomeració Val Parisis.